# Vibeke Lambersøy Johansen
Vibeke Lambersøy Johansen (ur. 27 lipca 1978 w Andenes) – norweska pływaczka, uczestniczka igrzysk olimpijskich, medalistka mistrzostw Europy.
Podczas XXVI Letnich Igrzysk Olimpijskich w 1996 roku w Atlancie, Johansen reprezentowała swój kraj na dwóch dystansach pływackich. Na dystansie 50 metrów stylem dowolnym wystartowała w czwartym wyścigu eliminacyjnym. Z czasem 26,22 zajęła w nim drugie miejsce. Ostatecznie zakończyła rywalizację na siedemnastym miejscu. Na dystansie 100 metrów stylem dowolnym Norweżka wystartowała w szóstym wyścigu eliminacyjnym, w którym zajęła ósme miejsce z czasem 56,88. Ostatecznie zajęła w rywalizacji osiemnaste miejsce.
Johansen jest również medalistką pływackich mistrzostw Europy na krótkim basenie. Podczas piątej edycji mistrzostw, w 1996 roku w Rostocku zdobyła brązowy medal w wyścigu na dystansie 50 metrów stylem dowolnym.
Johansen reprezentowała barwy klubu Andøya Svømme- og Livredningsklubb.